# Mohe (volk)
De Mohe of Malgal waren een Toengoezisch volk in het antieke Mantsjoerije. Ze worden door sommigen ook wel gezien als de voorouders van de Mantsjoe. 
Volgens sommige geschriften, trokken ze oorspronkelijk rond in de buurt van de rivier Liao en trokken vandaar later zuidwaarts. Volgens Chinese documenten werden ze aanvankelijk bestuurd door het koninkrijk Buyeo, maar wisten ze zich later af te scheiden tijdens de periode van de Drie Koninkrijken van China en een autonome staat te stichten. Ze worden genoemd in de vroege geschiedenis van de Drie koninkrijken van Korea. In de geschriften uit Paekche en Silla uit de 1e en 2e eeuw worden vele veldslagen beschreven tegen de Mohe.